# Apodus
Apodus — рід грибів родини Sordariaceae. Назва вперше опублікована 1971 року.

## Класифікація
До роду Apodus відносять 2 види:
- Apodus deciduus
- Apodus oryzae